# モンス
モンス（フランス語: Mons [mɔ̃s]、オランダ語: Bergen [ˈbɛrɣə(n)]、ピカルディ語：Mont）は、ベルギーのワロン地域の都市。旧エノー伯領の首都であり、現在はエノー州の州都となっている。ベルギーに5つある控訴院のうちの1つが設置されている。
首都ブリュッセルから南西に50km、パリから北東に約200km、リールから東に75km、アーヘンから西に約150kmの場所に位置する。市内には欧州自動車道路のE19（アムステルダム - アントウェルペン - ブリュッセル－パリ）とE42（リール - シャルルロワ - リエージュ - フランクフルト・アム・マイン）の交差点がある。
歴史的に重要な建築遺産や文化遺産が多く残っており、2002年からワロン地域の文化首都に指定されている。さらに、2015年に欧州文化首都となることが決定している。

## 地理

### 境界
ジュルビーズ、ソワニー、ル・ルー、ラ・ルヴィエール、バンシュ、エスティーヌ、ケヴィー、フラムリー、カレニョン、サン=ギランの各基礎自治体と隣接している。かつての工業地帯（特に炭鉱）であったボリナージュは、町の西と南西に位置していた。

### 地勢と水圏

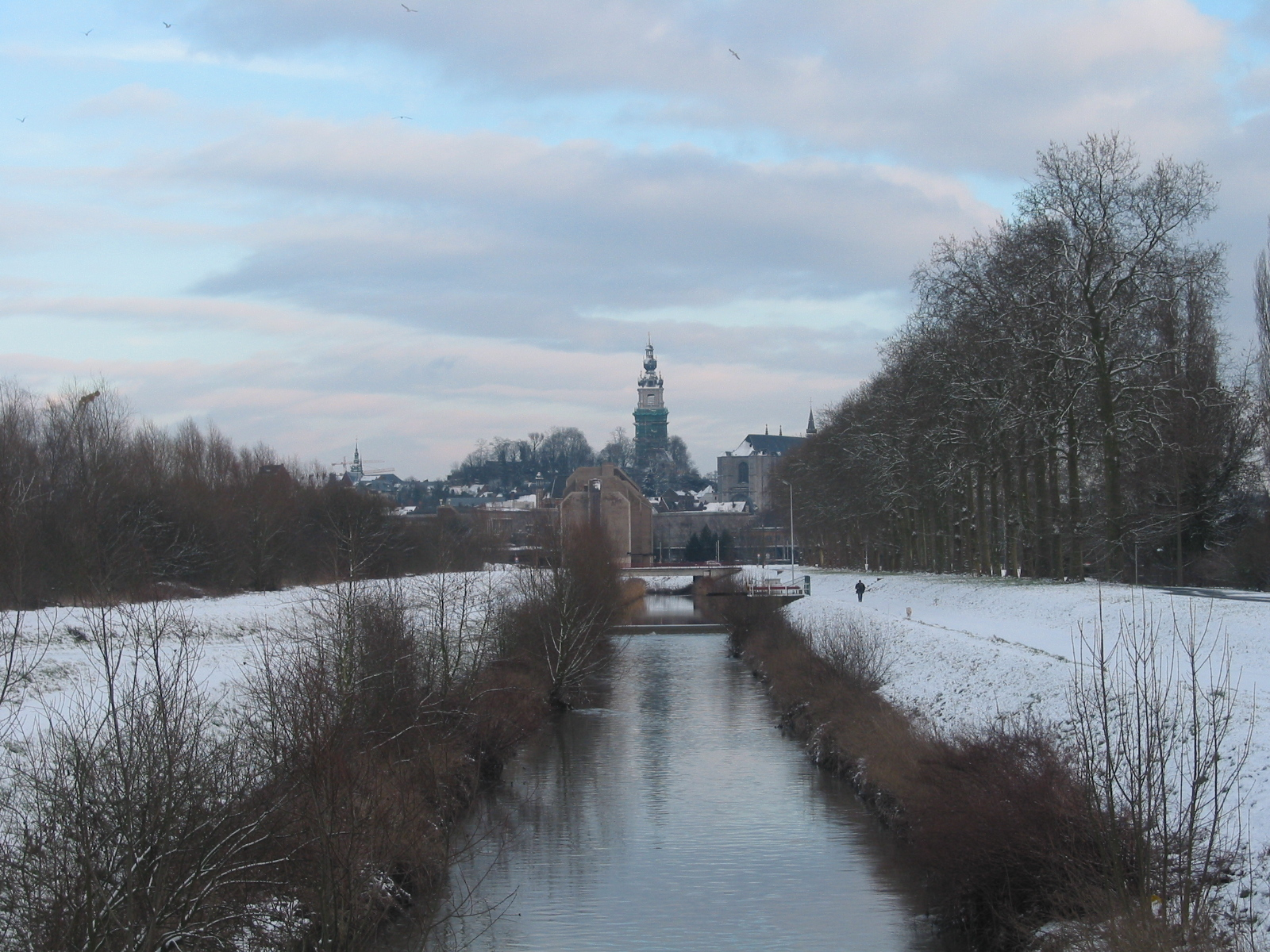
エンヌ川と丘の上のモンス市街

モンスの起伏に富んだ地形は、エンヌ川の作用による。エンヌ川は町の北方を東から西へ流れ、フランスでエスコー川と合流する。一方、トルーユ川（南北方向）はモンスでエンヌ川と合流する。エンヌ川の谷の北と南では丘と台地が形成されており、それらの標高は50mから115mに達する（最高高度地点は北東に位置するサン=ドニ）。谷間のエンヌ川とニミー=ブラトン=ペロンヌ運河の近くでは、標高は20mまで下がる。

## 地名の由来
モンスは、もともとはCastri Locus（城のある場所）と呼ばれていた。後に、「城のある山」と呼ばれるようになり、さらにMontへと名前が変わった。現在の名前Monsはラテン語のmons、montis（山）に由来しており、町の起伏に富んだ地形を描写している。
オランダ語では、フランス語のMontagnes（山々）を直訳してBergenと呼ばれる。複数形であるのは、モンスの周囲にはいくつもの丘があるからである。

## 姉妹都市
- ヴァンヌ（フランス）
- ブリアール（フランス）
- トワッセー（フランス）
- セフトン（イギリス）
- 長沙市（中華人民共和国）
- リトルロック（アメリカ合衆国）